# São Luís do Quitunde
São Luís do Quitunde est une municipalité brésilienne dans l'État de l'Alagoas.